# Hemilandreva
Hemilandreva is een geslacht van rechtvleugeligen uit de familie krekels (Gryllidae). De wetenschappelijke naam van dit geslacht is voor het eerst geldig gepubliceerd in 1936 door Lucien Chopard.

## Soorten
Het geslacht Hemilandreva  is monotypisch en omvat slechts de volgende soort:
- Hemilandreva lamellipennis (Chopard, 1936)